# Hans Reinerth
Hans Reinerth est un archéologue allemand né à Bistritz en Hongrie le 13 mai 1900 et mort à Uhldingen-Mühlhofen le 13 avril 1990.
Hans Reinerth a été un pionnier de l'analyse des pollens dans l'archéologie. Il a aussi développé une vision nationaliste de l'archéologie, théorisant l'archéologie de peuplement.
Pour cette raison, il a été l'un des animateurs de projets archéologiques mis en oeuvre durant le Troisième Reich.
En mars 1946, l'un des principaux acteurs de la mise en place et du développement d'une vision nazie de la discipline archéologique, l'« arriviste » Hans Reinerth, est dénoncé et arrêté par les autorités françaises, traduit devant un tribunal de dénazification, puis condamné à deux années d'emprisonnement. En 1948, à l'issue de sa peine, il réintègre son poste, mais est considéré par ses collègues comme un pestiféré.